# 日本サッカーの歌
日本サッカーの歌（にっぽんサッカーのうた、英: THE JAPANESE SOCCER ANTHEM）は、坂本龍一の楽曲。英語タイトルの通り、日本のサッカーにおけるアンセムの一つとして知られる。

## 概要
2002 FIFAワールドカップ招致活動の一環として、1994年に日本サッカー協会 (JFA) が坂本に委嘱して作られた楽曲（インストゥルメンタル）であり、天皇杯 JFA 全日本サッカー選手権大会をはじめとしたJFA主催大会において、選手入場曲や優勝チーム表彰時の式典音楽など様々なシーンで用いられている。
作曲当初は「日本サッカーの歌」が音源化されることはなかったが、後に吹奏楽版が3枚のCDに収録されている（発売時期はいずれもFIFAワールドカップの開催直前である）。
- ラの歌 / 日本サッカーの歌（PUCA-1015 / 2002年5月2日発売） - 当時チャントとして使われていたグロリア・ゲイナーの『恋のサバイバル』のカップリングとして収録。演奏は大阪市音楽団（現・Osaka Shion Wind Orchestra）。レーベルはPla-Flavour（フレイヴァー・オブ・サウンド）。
- THE JAPANESE SOCCER ANTHEM〜日本サッカーの歌〜（GNCL-0017 / 2006年5月24日発売） - 日本代表の2006 FIFAワールドカップ出場記念に制作されたCD。植田朝日が付けた詞をウルトラス・ニッポンが歌うバージョン、伊藤康英編曲・シエナ・ウインド・オーケストラ演奏の吹奏楽バージョン[2]、門倉聡編曲のインストゥルメンタルバージョンを収録（JFA主催大会のアンセムとして用いられるのは本作収録の吹奏楽バージョン[2]及びインストゥルメンタルバージョンである）。日本サッカー協会推薦[1]。レーベルはジェネオン エンタテインメント。
- サッカー・オン・ブラス（AVCL-25491 / 2010年6月2日発売） - サッカーの応援歌を吹奏楽アレンジしたものを集めたシエナ・ウインド・オーケストラのアルバム。1曲目に佐渡裕指揮、東京芸術劇場でのセッション・レコーディングによる演奏を収録[3]。レーベルはavex-CLASSICS（エイベックス・マーケティング）。

吹奏楽版の楽譜は1998年に音楽之友社から発売された（ISBN 9784276621107）が絶版となり、2014年に伊藤康英が直接販売する形で復刻販売（ブレーンに販売委託、ISBN 9784907201180）されている。

## 別アレンジ
- 坂本は1994年発売の自身のオリジナルアルバム「スウィート・リヴェンジ」に、『日本サッカーの歌』と同曲の別アレンジである『Psychedelic Afternoon』を収録している。こちらはデヴィッド・バーンによる詞が付けられ、ボサノバ調にアレンジされてポール・アレックス、アート・リンゼイのヴォーカルにより収録されている。なお、資料によっては『Psychedelic Afternoon』を基に『日本サッカーの歌』を作曲した[注 1]、あるいはその逆である[2]と伝えるものがあるが、日本サッカー協会による委嘱時期と「スウィート・リヴェンジ」の発表時期がともに1994年であり、どちらが先かということははっきりしない。
- 2002年6月発売の『桜のころ』も、本曲の別アレンジである。

### 注記
1. ↑  2002 FIFAワールドカップの招致活動のための曲だったことや、最初の音源化が2002年だったことなどが由来していると思われる。